# Kalvehave
Kalvehave – miasto w Danii, w regionie Zelandia, w gminie Vordingborg.